# الجرائم النازية ضد أسرى الحرب السوفييت

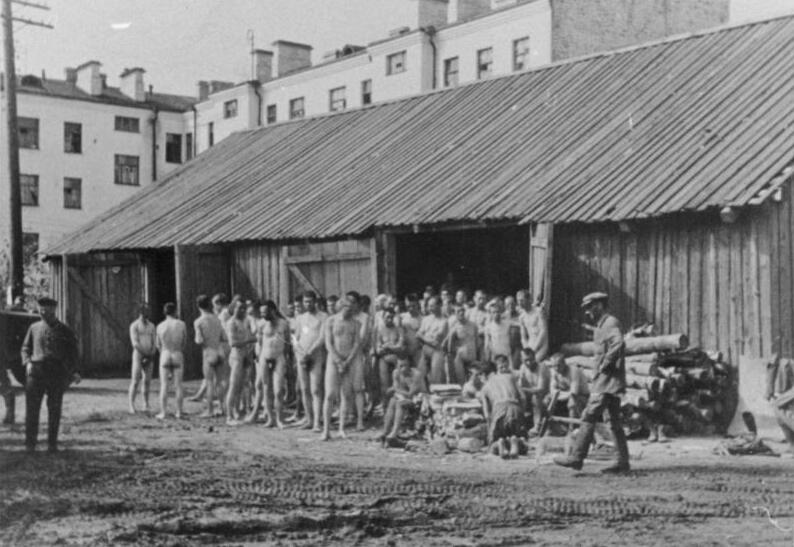
تفلية جنود سوفيت عراة في فيتيبسك، بيلاروسيا، أغسطس 1941.

الجرائم النازية ضد أسرى الحرب السوفيت مجموعة من سياسات الإبادة الجماعية الممنهجة والمتعمدة التي اتخذتها ألمانيا النازية تجاه أسرى الحرب السوفيت خلال الحرب العالمية الثانية مما أودى بحياة ما يقرُب من 3.5 وحتى 5 ملايين أسير حرب سوفيتي في معسكرات الاعتقال الألمانية وهو ما يمثل قرابة 60% من إجمالي عدد أسرى الحرب السوفيت.

## الملخص
خلال عملية بارباروسا وغزو قوات المحور للاتحاد السوفيتي وما أعقبه من الحرب الألمانية السوفيتية، سقط الألاف من جنود الجيش الأحمر الأسرى في أيدي القوات الألمانية، أُعدم العديد منهم مباشرة في ساحة القتال بخلاف من ماتوا في ظل ظروف غير إنسانية أثناء احتجازهم في معسكرات أسرى الحرب الألمانية، علاوة على من لقوا حتفهم خلال المواكب الجنائزية التي سيّرتها القوات الألمانية من الخطوط الأمامية أو أثناء نقلهم لمعسكرات الاعتقال النازية للتخلص منهم.
وتؤكد الإحصائيات مقتل ما يقرب من 3.3 مليون أسير حرب سوفيتي في المعسكرات الألمانية من جملة 5.7 مليون أسير سقطوا في أيدي القوات الألمانية خلال سنوات الحرب مما يعني وفاة 57% من إجمالي الأسرى السوفيت في حين لقى 8,300 أسير حتفهم من إجمالي 231,000 أسير بريطاني وأمريكي وقعوا في أيدي القوات الألمانية أي ما يعادل 3.6% من إجمالي عدد أسرى الحلفاء الغربيين، كما ترتفع بعض التقارير بعدد الضحايا لخمسة ملايين من ضمنهم من أُعدموا مباشرة بعد استسلامهم، وعلى عكس المتوقع، بلغت نسبة الوفيات من اليهود في صفوف قتلى الأسرى السوفيت 5% فقط مما يعني أن السياسات العدائية الألمانية تجاه الأسرى السوفيت كانت موجهة تجاه شعب بأكمله وليس جماعة عرقية أو دينية معينة فيه كما لم تلتفت القوات الألمانية لشخصيات الأسرى، ولعل أبرز دليل على ذلك مقتل ياكوف دجوغاشفيلي ابن الزعيم السوفيتي جوزيف ستالين.
ارتفعت نسبة الضحايا لأقصى مداها بين يونيو 1941 ويناير 1942 عندما أعدمت القوات الألمانية قرابة 2.8 مليون أسير سوفيتي سواء بطريقة التجويع أو التعرية أو الإعدامات المباشرة وهو ما جعل تلك المذابح بجانب مذابح رواندا «أقصى لحظات التاريخ فيما يختص بالقتل الجماعي (...) لتطغى على أقصى لحظات الهولوكوست اليهودي.» وبحلول سبتمبر 1941 بلغ معدل الوفيات بين أسرى الحرب السوفيت 1% يوميا، وهو ما أوردته وثائق متحف الولايات المتحدة التذكاري للهولوكوست والذي تؤكد «ارتفاع نسبة الموت جوعا والمرض بين صفوف الأسرى مما أودى بحياة أعداد مهولة منهم» بحلول شتاء 1941 مما دفع العديد من الأسرى لأكل لحوم زملائهم المتوفين في ظل تطبيق السياسة المعتمدة في ذلك الوقت وما يتماشى مع خطة التجويع التي اعتمدها وطورها وزير التغذية في حكومة الرايخ هيربرت باك على الرغم من توافر المواد الغذائية.
على الجانب الأخر لقى ما بين 374,000 ومليون أسير ألماني حتفهم في معسكرات العمل السوفيتية.

## أسرى الحرب السوفيت في معسكرات الاعتقال والإبادة الألمانية
توفي نحو 140-500 ألف أسير حرب سوفيتي أو أُعدِم في معسكرات الاعتقال النازية؛ قُتِل المعظم إعدامًا بإطلاق النار، والبعض أُعدِم بالغاز.
- معسكر اعتقال أوشفيتز بيركينو: من نحو 15000 أسير حرب سوفيتي أُحضِر إلى معسكر الأوشفيتز الأول للعمل، بقي فقط 92 أسيرًا على قيد الحياة في آخر عملية نداء لأفراد المعتقل. قُتِل نحو 3000 شخص آخر جراء إطلاق النار عليهم أو إعدامهم بالغاز فور وصولهم. ومن أصل 10000 شخص جلبوا للعمل في عام 1941، مات 9000 في الأشهر الخمسة الأولى. كما أُجريت أولى تجارب الإعدام بالزيكلون بي على نحو600 سجين سوفيتي في 3 أيلول/سبتمبر1941؛ وقُتِل في كانون الأول/ديسمبر1941 نحو 900 أسير حرب سوفيتي آخر عن طريق الغاز. وفي آذار/مارس1941، أمر رئيس قوات الأمن الخاصة هاينريش هيملر ببناء معسكر كبير لـ 100000 أسير حرب سوفيتي في بيركينو -على مقربة من المعسكر الرئيسي. كان معظم السجناء السوفيت قد ماتوا في الوقت الذي أعيد فيه تصنيف بيركينو كمعسكر اعتقال أوشفيتز الثاني في آذار/مارس 1942.[16]
- معسكر الاعتقال بوخنفالد: اختير 8483 أسير حرب سوفيتي في 1941-1942 من قبل ثلاثة ضباط من الجستابو في دريسدن، وأرسلوا إلى المعسكر للتصفية الفورية بإطلاق النار على مؤخرة العنق باستخدام منشأة بنيت خصيصًا لهذا الغرض.[17]
- معسكر إبادة تشيلمنو: شمل الضحايا عدة مئات من البولنديين والأسرى السوفيت.
- معسكر اعتقال داكاو: أُعدِم نحو500 أسير حرب سوفيتي رميًا بالرصاص في هذا المعسكر.
- معسكر اعتقال فلوسنبرج: أُعدِم أكثر من 1000 أسير حرب سوفيتي في فلوسنبورج بحلول نهاية عام 1941، كما استمرت عمليات الإعدام بشكل متقطع حتى عام 1944. قام أسرى الحرب في أحد المخيمات الفرعية بتنظيم ثورة ومحاولة هروب جماعي فاشلة في 1 أيار/مايو 1944. كما أنشأت قوات إس إس معسكرًا خاصًا لـ 2000 أسير حرب سوفيتي داخل فلوسنبرج نفسه.
- معسكر اعتقال جروس روزين: قُتِل 65000 أسير حرب سوفيتي من خلال إطعامهم حساء رقيق من العشب والماء والملح لمدة ستة أشهر. في تشرين الأول/أكتوبر1941، نقلت قوات إس إس نحو 3000 أسير حرب سوفيتي إلى جروس روزين للإعدام رميًا بالرصاص.[11]
- معسكر اعتقال هنتسرت: قيل لمجموعة من 70 أسير حرب أنهم سيخضعون لفحص طبي، لكن بدلًا من ذلك حُقِنوا بسيانيد البوتاسيوم، وهو سم قاتل.[18]
- معسكر الاعتقال مايدانيك: تألف أول نقل موجه نحو مايدانيك من 5000 أسير حرب سوفيتي، وصلوا في النصف الأخير من عام 1941، لكنهم سرعان ما توفوا بسبب الجوع والتعرض للظروف القاسية، كذلك جرى تنفيذ عمليات الإعدام هناك بإطلاق النار على السجناء في الخنادق.[19]
- معسكر اعتقال ماوتهاوزن: بعد اندلاع الحرب السوفيتية الألمانية، بدأت المعسكرات في استقبال عدد كبير من أسرى الحرب السوفيت، معظمهم كانوا محتجزين في أكواخ منفصلة عن بقية المعسكر. كان أسرى الحرب السوفيت أولى المعدومين بالغاز، ما لا يقل عن 2843 من الأسرى قتلوا في المخيم. ووفقًا لمتحف الهولوكوست التذكاري: «أُعدِم الكثير من أسرى الحرب بإطلاق الرصاص، حتى اشتكى السكان المحليون من تلوث مياههم؛ تلوّنت الأنهار والجداول القريبة باللون الأحمر».
- معسكر الاعتقال في نوينغام: وفقًا لشهادة فيلهيلم باهر -وهو ممرض سابق- خلال المحاكمة ضد برونو تيش، قُتِل 200 أسير حرب سوفيتي بالغاز بواسطة حمض بروسيك في عام 1942.[20]
- معسكر اعتقال ساكسنهاوزن: كان أسرى الحرب السوفيت ضحايا أكبر جزء من عمليات الإعدام التي وقعت. قُتل الآلاف منهم فور وصولهم إلى المخيم، بما في ذلك 9090 أعدموا في الفترة بين 31 آب/أغسطس و 2 تشرين الأول/أكتوبر 194، من بين أولئك الذين ماتوا كان الملازم ياكوف جوجاشفيلي -الابن الأكبر لجوزيف ستالين (إما بالانتحار أو بالرصاص).<ref name="forgetten" / * معسكر إبادة سوبيبور: كان أسرى الحرب السوفيت من أصل يهودي من بين مئات الآلاف من الأشخاص الذين قُتلوا بالغاز في سوبيبور. نظمت مجموعة من الضباط السوفيت الأسرى بقيادة ألكسندر بيشيرسكي هروبًا جماعيًا ناجحًا من معسكر سوبيبور، وبعد ذلك أغلقت وأزالت قوات إس إس المعسكر.

== أمر المفوضين == 
{{مفصلة|أمر المفوضون}} 
أمر المفوضين (<small>بالألمانية: Kommissarbefehl) أمر كتابي أصدره أدولف هتلر في 6 يونيو 1941 قبيل عملية بارباروسا والذي أكد فيه على ضرورة إعدام أي مفوض سياسي سوفيتي ضمن الأسرى فور التحقق من شخصيته، كما طالت سلسلة الإعدامات المباشرة كل السجناء الذين يتبين «انخراطهم في البلشفية أو ممثلين نشطين للفكر البلشفي».